# Ángel Albino Corzo, Copainalá
Ángel Albino Corzo är en ort i Mexiko.   Den ligger i kommunen Copainalá och delstaten Chiapas, i den sydöstra delen av landet, 700 km öster om huvudstaden Mexico City. Ángel Albino Corzo ligger 623 meter över havet och antalet invånare är 1 469.
Terrängen runt Ángel Albino Corzo är huvudsakligen kuperad, men österut är den bergig.Runt Ángel Albino Corzo är det ganska tätbefolkat, med 58 invånare per kvadratkilometer. Närmaste större samhälle är Tecpatán, 4,0 km väster om Ángel Albino Corzo. I omgivningarna runt Ángel Albino Corzo växer huvudsakligen savannskog.